# Ozyptila jeholensis
Ozyptila jeholensis là một loài nhện trong họ Thomisidae.
Loài này thuộc chi Ozyptila. Ozyptila jeholensis được Kendo Saito miêu tả năm 1936.